# Гейтс (округ)
Округ Гейтс (англ. Gates County) располагается в штате Северная Каролина, США. Официально образован в 1779 году. По состоянию на 2010 год, численность населения составляла 12 197 человек.

## География
По данным Бюро переписи США, общая площадь округа равняется 896,141 км2, из которых 883,191 км2 суша и 12,950 км2 или 1,450 % это водоёмы.

## Население
По данным переписи населения 2010 года в округе проживает 12 197 жителей в составе 3 901 домашних хозяйств и 2 933 семей. Плотность населения составляет 12,00 человек на км2. На территории округа насчитывается 4 389 жилых строений, при плотности застройки около 5,00-ти строений на км2. Расовый состав населения: белые — 63,70 %, афроамериканцы — 33,20 %, коренные американцы (индейцы) — 0,50 %, азиаты — 0,10 %, гавайцы — 0,10 %, представители других рас — 0,60 %, представители двух или более рас — 1,80 %. Испаноязычные составляли 0,00 % населения независимо от расы.
В составе 34,20 % из общего числа домашних хозяйств проживают дети в возрасте до 18 лет, 57,20 % домашних хозяйств представляют собой супружеские пары проживающие вместе, 13,30 % домашних хозяйств представляют собой одиноких женщин без супруга, 24,80 % домашних хозяйств не имеют отношения к семьям, 21,70 % домашних хозяйств состоят из одного человека, 11,30 % домашних хозяйств состоят из престарелых (65 лет и старше), проживающих в одиночестве. Средний размер домашних хозяйств составляет 2,66 человека, и средний размер семьи 3,09 человека.
Возрастной состав округа: 26,70 % моложе 18 лет, 6,10 % от 18 до 24, 29,10 % от 25 до 44, 23,70 % от 45 до 64 и 23,70 % от 65 и старше. Средний возраст жителя округа 38 лет. На каждые 100 женщин приходится 96,20 мужчин. На каждые 100 женщин старше 18 лет приходится 92,50 мужчин.
Средний доход на домохозяйство в округе составлял 35 647 USD, на семью — 41 511 USD. Среднестатистический заработок мужчины был 32 227 USD против 21 014 USD для женщины. Доход на душу населения составлял 15 963 USD. Около 14,50 % семей и 17,00 % общего населения находились ниже черты бедности, в том числе — 17,90 % молодежи (тех, кому ещё не исполнилось 18 лет) и 26,20 % тех, кому было уже больше 65 лет.

### Известные люди
- Робертс, Уильям — генерал Армии Конфедеративных Штатов Америки.